# Меркурий-П
Меркурий-П — проект российской автоматической межпланетной станции для исследований Меркурия на его поверхности посредством посадочного аппарата. 
Первоначальные проработки были выполнены в 2003 году, когда в миссии BepiColombo был запланирован посадочный аппарат. Но в ноябре 2003 года его отменили. Затем НПО им. Лавочкина планировало миссию с посадочным аппаратом на Меркурий в 2019 году, однако срок реализации был значительно отодвинут — на период после 2031 года.
«Меркурий-П» должен стать первой АМС, которая осуществит мягкую посадку на Меркурии. При разработке аппарата может быть использована конструкция орбитально-перелётного модуля проекта «Фобос-Грунт».